# Nomada costalis
Nomada costalis är en biart som beskrevs av Brethes 1909. Nomada costalis ingår i släktet gökbin, och familjen långtungebin. Inga underarter finns listade i Catalogue of Life.